# Junko Tabei

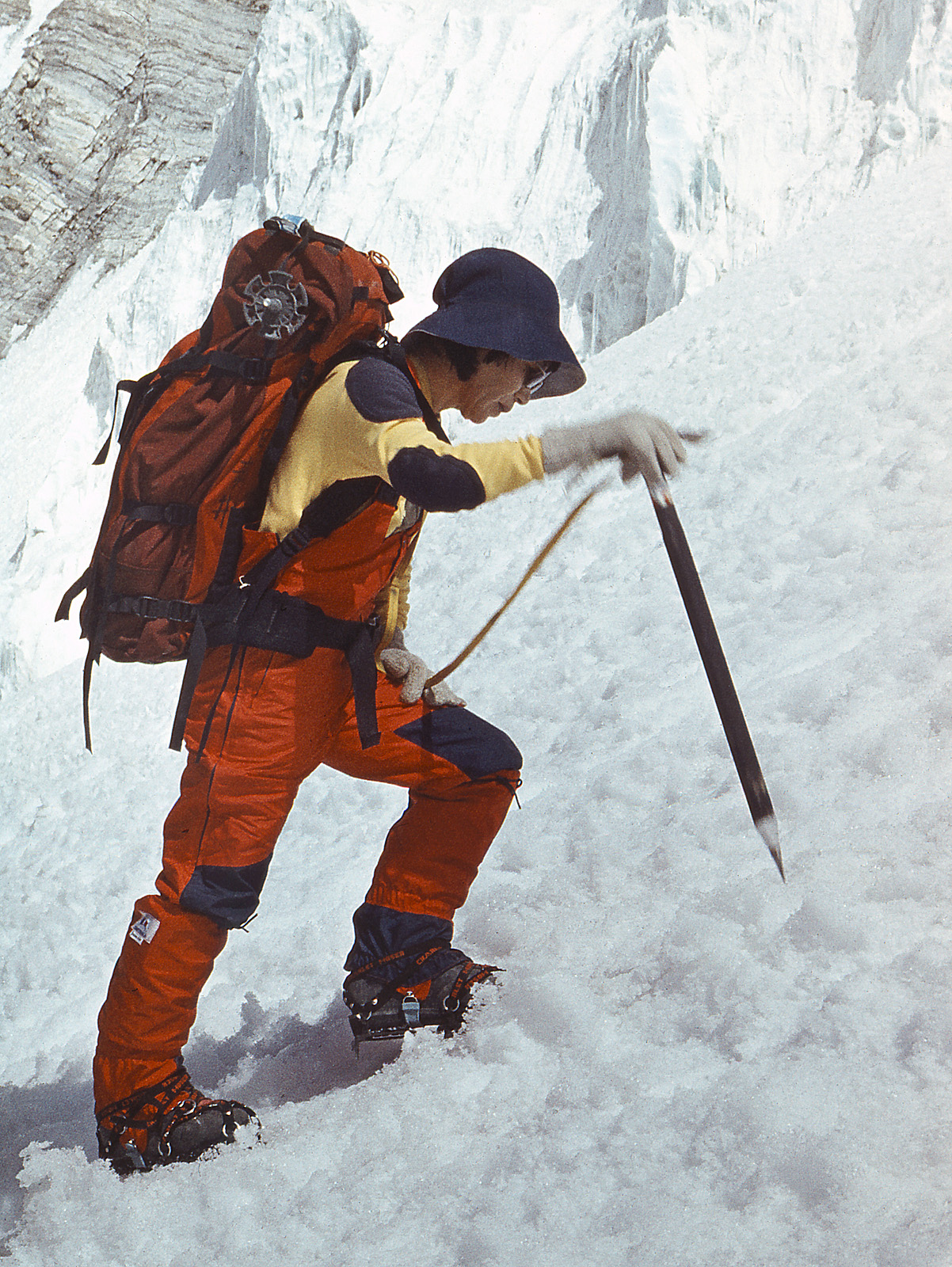
Junko Tabei (1985)

Junko Tabei (田部井淳子, Tabei Junko) (Miharu, 23 mei 1939 - Kawagoe 20 oktober 2016 ) was een Japanse bergbeklimster. Op 16 mei 1975 was ze de eerste vrouw ooit die de top van de Mount Everest bereikte.
Tabei raakte enthousiast voor het bergbeklimmen toen ze op 10-jarige leeftijd met een leraar de 1917 meter hoge berg Nasu had beklommen. Nadat ze een studie Engelse literatuur had afgerond, richtte ze in 1969 een vereniging van bergbeklimsters op. Ze beklom onder andere de vulkaan Fuji (de hoogste berg in Japan) en de Matterhorn in Zwitserland. In 1972 was Tabei een van de bekendste bergbeklimmers in haar land.
Samen met een volledig uit vrouwen bestaand team reisde Tabei in 1975 naar Nepal om de Mount Everest te bedwingen. Ze namen dezelfde route als Edmund Hillary en sherpa Tenzing Norgay, die in 1953 als eersten de top hadden bereikt. De groep werd in een kamp op 6300 meter hoogte overvallen door een lawine en moest uit de sneeuw worden uitgegraven, maar Tabei wist de top te bereiken. Een jaar later was ze de eerste vrouw ooit die de zeven toppen had bedwongen.
Ze overleed op 77-jarige leeftijd aan kanker in een ziekenhuis nabij Tokio.